# Lillträsket (Lycksele socken, Lappland, 721304-162959)
Lillträsket är en sjö i Lycksele kommun i Lappland och ingår i Umeälvens huvudavrinningsområde. Sjön har en area på 0,374 kvadratkilometer och ligger 290,2 meter över havet. Vid provfiske har abborre, mört och sik fångats i sjön.

## Delavrinningsområde
Lillträsket ingår i det delavrinningsområde (721376-163080) som SMHI kallar för Ovan 721303-162924. Medelhöjden är 333 meter över havet och ytan är 4,46 kvadratkilometer. Det finns ett avrinningsområde uppströms, och räknas det in blir den ackumulerade arean 11,86 kvadratkilometer. Vattendraget som avvattnar avrinningsområdet har biflödesordning 3, vilket innebär att vattnet flödar genom totalt 3 vattendrag innan det når havet efter 216 kilometer. Avrinningsområdet består mestadels av skog (90 procent). Avrinningsområdet har 0,38 kvadratkilometer vattenytor vilket ger det en sjöprocent på 8,4 procent.